# Drymobius margaritiferus
La culebra corredora de petatillos,  también conocida como corredora elegante, corredora moteada o lagunera (Drymobius margaritiferus) es una especie de serpiente no venenosa que pertenece a la familia Colubridae. Es nativa del sur de Texas, México, Guatemala, Belice, El Salvador, Honduras, Nicaragua (incluyendo las islas del Maíz), Costa Rica, Panamá y Colombia. En México se le encuentra a lo largo de la vertiente del Pacífico y del Golfo de México incluyendo la península de Yucatán. La IUCN2019-1 considera a la especie como de preocupación menor.

## Taxonomía
Se reconocen las siguientes subespecies:
- D. margaritiferus fistulosus Smith, 1942
- D. margaritiferus margaritiferus (Schlegel, 1837)
- D. margaritiferus maydis Villa, 1968
- D. margaritiferus occidentalis Bocourt, 1890